# Guinness Storehouse

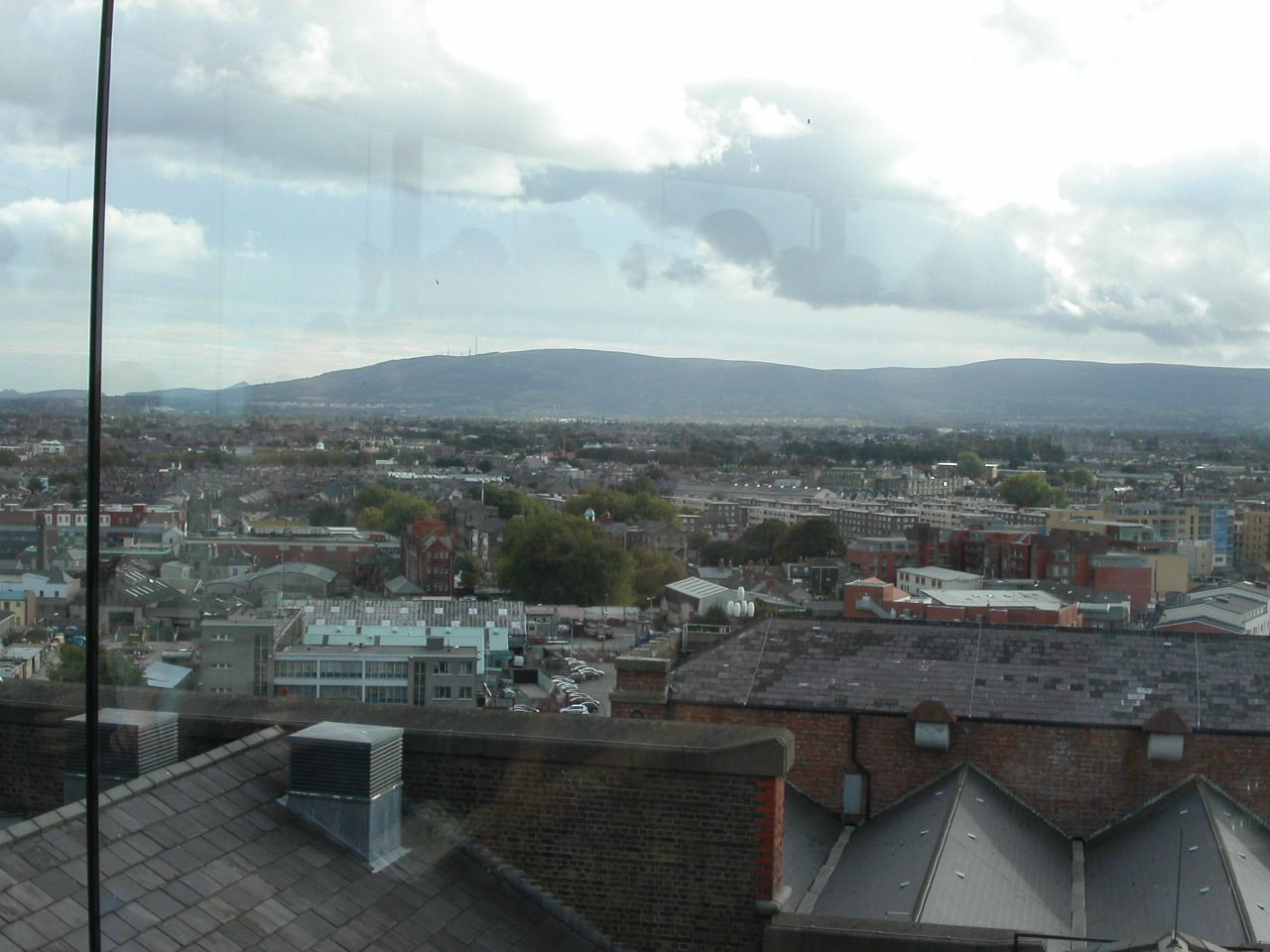
Uitzicht vanaf het hoogste punt van Guinness Storehouse

Het Guinness Storehouse is een commerciële toeristische attractie bij de brouwerij van Guinness gelegen in het centrum van Dublin. 
In de imposante hoge opslagtoren van de oude bierbrouwerij zijn diverse audiovisuele presentaties gemaakt over hoe het bierbrouwen in zijn werk gaat. Onder andere wordt duidelijk waaraan het Guinness bier zijn zwarte kleur te danken heeft. 